# Psittaculinae
Psittaculinae Vigors, 1825 è una sottofamiglia di uccelli della famiglia Psittaculidae.

## Tassonomia
Comprende 51 specie suddivise nei seguenti generi e tribù:
- Tribù Polytelini Mathews, 1916
  - Genere Alisterus Mathews, 1911
    - Alisterus amboinensis (Linnaeus, 1766) - pappagallo re delle Molucche
    - Alisterus chloropterus (E.P.Ramsay, 1879) - pappagallo re papua
    - Alisterus scapularis (Lichtenstein, 1816) - pappagallo re australiano

  - Genere Aprosmictus Gould, 1842
    - Aprosmictus jonquillaceus (Vieillot, 1818) - pappagallo spalleoliva
    - Aprosmictus erythropterus (J.F.Gmelin, 1788) - pappagallo alirosse

  - Genere Polytelis Wagler, 1832
    - Polytelis swainsonii (Desmarest, 1826) - parrocchetto di Barraband
    - Polytelis anthopeplus (Lear, 1831) - parrocchetto codanera
    - Polytelis alexandrae Gould, 1863 - parrocchetto della regina Alessandra
- Tribù Psittaculini
  - Genere Psittinus Blyth, 1842
    - Psittinus cyanurus Forster, 1795 - pappagallo groppablu

  - Genere Geoffroyus Bonaparte, 1850
    - Geoffroyus geoffroyi (Bechstein, 1811) - pappagallo guancerosse
    - Geoffroyus simplex (A.B.Meyer, 1874) - pappagallo dal collare
    - Geoffroyus heteroclitus (Hombron & Jacquinot, 1841) - pappagallo canoro

  - Genere Prioniturus Wagler, 1832
    - Prioniturus montanus Ogilvie-Grant, 1895 - pappagallo coda a racchetta di Luzon
    - Prioniturus waterstradti Rothschild, 1904 - pappagallo coda a racchetta di Mindanao
    - Prioniturus platenae W.Blasius, 1888 - pappagallo coda a racchetta testablu
    - Prioniturus luconensis Steere, 1890 - pappagallo coda a racchetta verde
    - Prioniturus discurus (Vieillot, 1822) - pappagallo coda a racchetta capoblu
    - Prioniturus mindorensis Steere, 1890 - pappagallo coda a racchetta di Mindoro
    - Prioniturus verticalis Sharpe, 1893 - pappagallo coda a racchetta aliblu
    - Prioniturus flavicans Cassin, 1853 - pappagallo coda a racchetta pettogiallo
    - Prioniturus platurus (Vieillot, 1818) - pappagallo coda a racchetta mantodorato
    - Prioniturus mada Hartert, 1900 - pappagallo coda a racchetta di Buru

  - Genere Tanygnathus Wagler, 1832
    - Tanygnathus megalorynchos (Boddaert, 1783) - pappagallo beccogrosso
    - Tanygnathus lucionensis (Linnaeus, 1766) - pappagallo nucazzurra
    - Tanygnathus sumatranus (Raffles, 1822) - pappagallo groppazzurra
    - Tanygnathus gramineus (J.F.Gmelin, 1788) - pappagallo dalle redini

  - Genere Eclectus Wagler, 1832
    - Eclectus roratus (Müller, 1776) - pappagallo eclettico

  - Genere Psittacula Cuvier, 1800
    - Psittacula eupatria (Linnaeus, 1766) - parrocchetto alessandrino
    - Psittacula wardi(E.Newton, 1867) - parrocchetto delle Seychelles †
    - Psittacula krameri (Scopoli, 1769) - parrocchetto dal collare
    - Psittacula eques (Boddaert, 1783) - parrocchetto di Mauritius
    - Psittacula bensoni(Holyoak, 1973) - parrocchetto grigio di Mauritius †
    - Psittacula himalayana (Lesson, 1831) - parrocchetto testardesia
    - Psittacula finschii (Hume, 1874) - parrocchetto testagrigia
    - Psittacula cyanocephala (Linnaeus, 1766) - parrocchetto testaprugna
    - Psittacula roseata Biswas, 1951 - parrocchetto facciarosa
    - Psittacula columboides (Vigors, 1830) - parrocchetto del Malabar
    - Psittacula calthropae (Blyth, 1849) - parrocchetto di Layard
    - Psittacula derbiana (Fraser, 1852) - parrocchetto di Derby
    - Psittacula alexandri (Linnaeus, 1758) - parrocchetto pettorosso
    - Psittacula caniceps (Blyth, 1846) - parrocchetto delle Nicobare
    - Psittacula exsul(A.Newton, 1872) - parrocchetto di Newton †
    - Psittacula longicauda (Boddaert, 1783) - parrocchetto codalunga

  - Genere Lophopsittacus Newton, 1875 †
    - Lophopsittacus mauritianus (Owen, 1866) - pappagallo a becco grosso †

  - Genere Necropsittacus Milne-Edwards, 1873 †
    - Necropsittacus rodricanus (Milne-Edwards, 1867) - pappagallo di Rodrigues †
- Tribù Micropsittini Mathews, 1927
  - Genere Micropsitta Lesson, 1831
    - Micropsitta keiensis (Salvadori, 1876) - pappagallo pigmeo capogiallo
    - Micropsitta geelvinkiana (Schlegel, 1871) - pappagallo pigmeo di Geelvink
    - Micropsitta pusio (P.L.Sclater, 1866) - pappagallo pigmeo facciacamoscio
    - Micropsitta meeki Rothschild & Hartert, 1914 - pappagallo pigmeo di Meek
    - Micropsitta finschii (E.P.Ramsay, 1881) - pappagallo pigmeo di Finsch
    - Micropsitta bruijnii (Salvadori, 1875) - pappagallo pigmeo pettorosso